# سوبیکوری
سوبیکوری (به چکی: Soběkury) یک منطقهٔ مسکونی در جمهوری چک است که در ناحیه پلزن-جنوبی واقع شده‌است. سوبیکوری ۱۱٫۸۴ کیلومتر مربع مساحت و ۵۹۲ نفر جمعیت دارد و ۳۹۸ متر بالاتر از سطح دریا واقع شده‌است.

## گالری

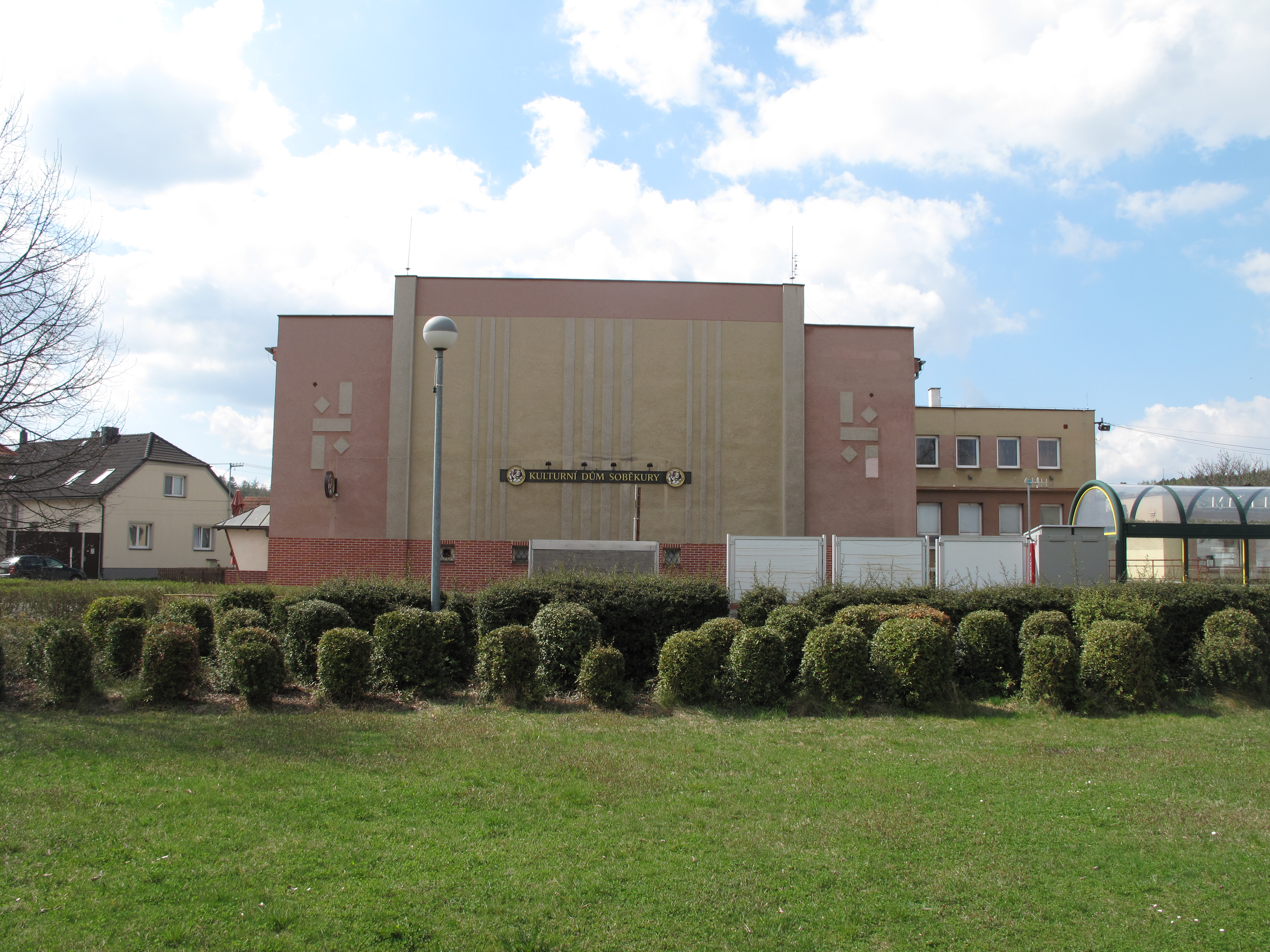
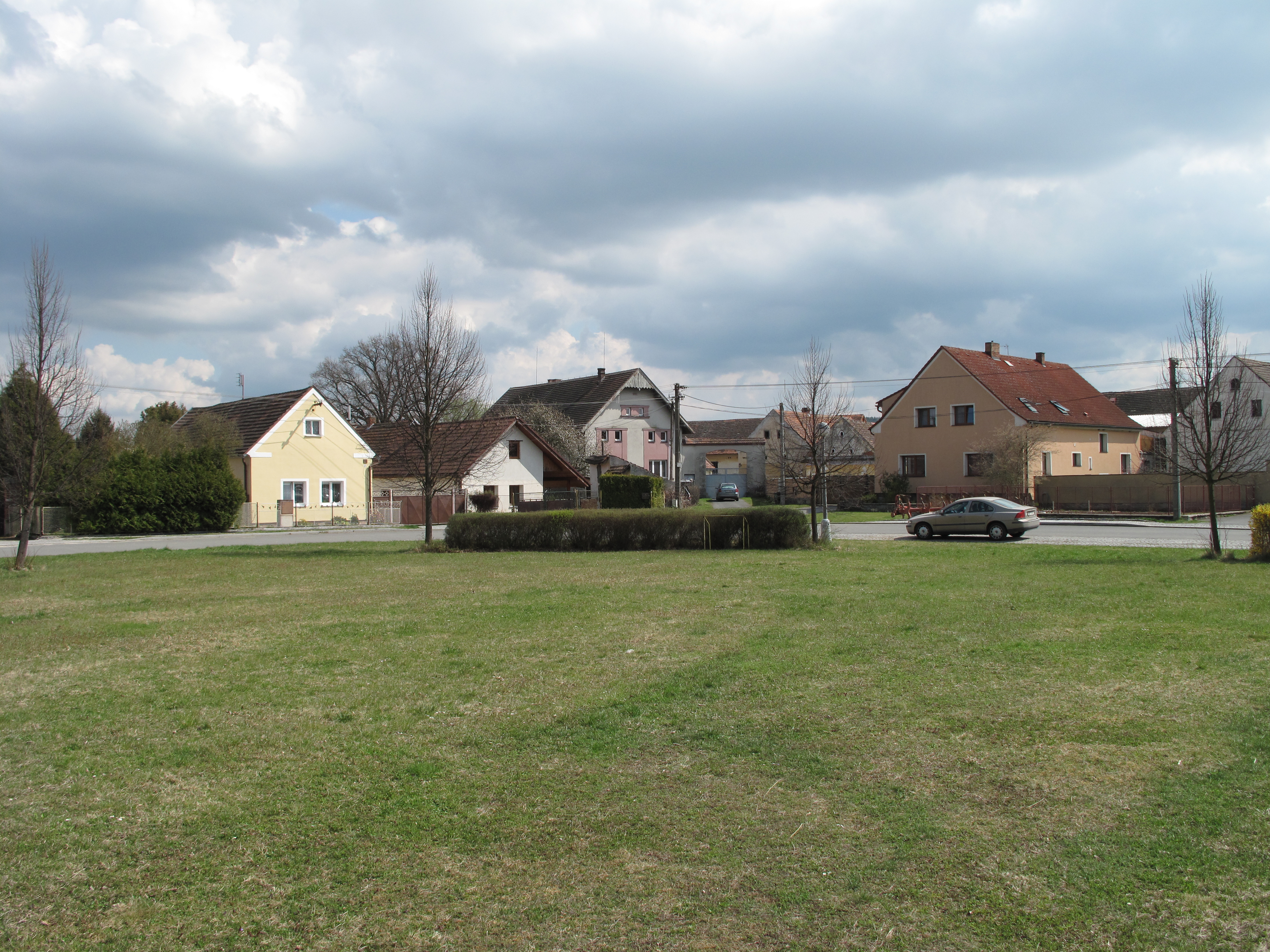
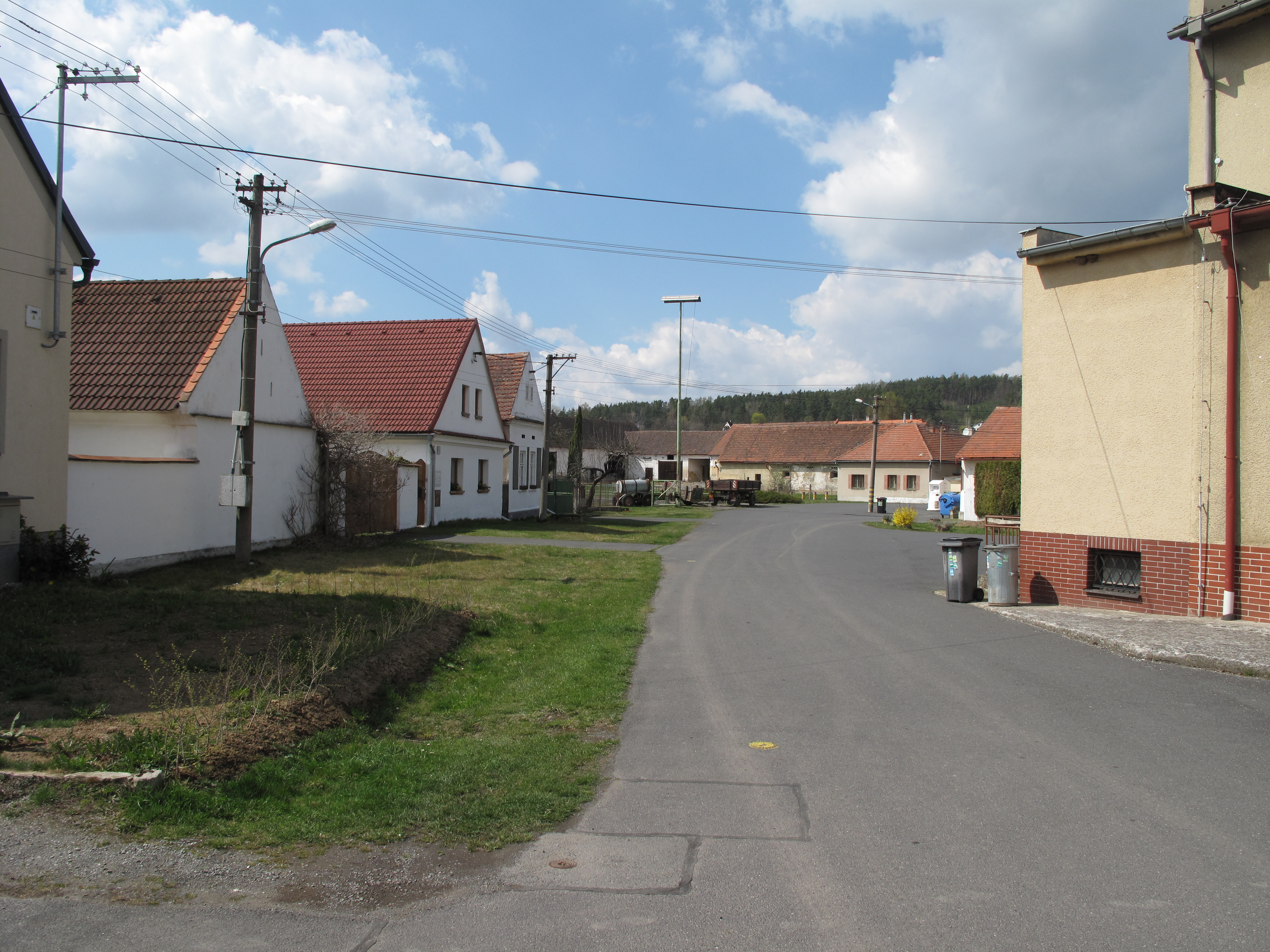